# Condado de Bolivar
El condado de Bolívar (en inglés: Bolivar County), fundado en 1836, es un condado del estado estadounidense de Misisipi. En el año 2000 tenía una población de 40.633 habitantes con una densidad poblacional de 7 personas por km². Las sedes del condado son Rosedale y Cleveland.

## Geografía
Según la Oficina del Censo, el condado tiene un área total de 2347 km² (906,2 mi²), de la cual 2269 km² (876,1 mi²) es tierra y 78 km² (30,1 mi²) es agua.

## Demografía
En el 2000 la renta per cápita promedia del condado era de $ 23 428, y el ingreso promedio para una familia era de $27 301. El ingreso per cápita para el condado era de $12 088. En 2000 los hombres tenían un ingreso per cápita de $27 643 frente a $20 774 para las mujeres. Alrededor del 33,30% de la población estaba bajo el umbral de pobreza nacional.

## Condados adyacentes
- Condado de Coahoma (norte)
- Condado de Sunflower (este)
- Condado de Washington (sur)
- Condado de Desha (oeste)

## Localidades
Ciudades y pueblos
- Cleveland
- Rosedale
- Mound Bayou
- Shaw (pequeña porción en el condado de Sunflower)
- Shelby
- Benoit
- Beulah
- Boyle
- Duncan
- Gunnison
- Merigold
- Pace
- Renova
- Winstonville
- Alligator

Áreas no incorporadas
- Choctaw (Condado de Bolivar)
- Deeson
- Hushpuckena
- Lamont
- Litton
- Malvina
- O'Reilly
- Perthshire
- Round Lake
- Scott
- Skene
- Stringtown
- Symonds

## Principales carreteras
- U.S. Highway 61
- Carretera 1
- Carretera 8
- Carretera 32